# 内視現象
内視現象（ないしげんしょう、英: entoptic phenomenon）とは、眼そのものを原因とするような視覚現象である。 飛蚊症は代表的な内視現象である。

## 概要
内視現象は、錯視や幻覚と同様に、その観察者の知覚を日常的な外界の対象に帰し得ない主観的現象であるが、眼にその原因が帰される点で、脳に原因を帰される錯視や幻覚とは厳密には区別されうる。 しかし現象の中にはその原因が必ずしも明らかでなかったり、一義的にどちらかに帰すことが不適切な場合もありうる。 主としてこの用語は眼科学で用いられ、主要な原因を眼球内の直接的な既知の物理現象に帰すことが明らかとしうるものに対して使われている。
脊椎動物の網膜は、光を感じる細胞の前面（硝子体側）に血管や神経線維のある奇妙な逆転構造をしており、このため例えば血管が常時網膜に影を落としている。 しかしわれわれの視細胞や脳は、網膜上で動かない物体を視覚的に無視するなどのさまざまな補償を行い、眼球内の不要な物理的効果を主観的に気づきにくいようにしている。 内視現象のいくつかは適当な条件の元でこれらの補償がうまくいかず視覚に現れたことによって起こる。

## 主な内視現象
内視現象の例としては以下のものが挙げられる。 これらはいずれも健康な人でも現れる正常なものである。
飛蚊症
視野内でゆっくりと移動するさまざまな大きさの半透明の球体や糸くず状のものとして見えるもっともありふれた内視現象である。 特に明るい空を見上げたとき少し近いところを見るようにしながら眼球を動かすと見えやすい。 硝子体内の遊離したコラーゲン繊維や、漏れ出し浸透圧で膨らんだ血球などの混濁物が網膜に落とす影として説明される。 半透明であったり球状に見えるのは回折の効果である。 加齢とともに混濁物が増えるとともに硝子体が液状化するので飛蚊症は増加する。 明るい光のもとでは誰にでも現れる現象であり、飛蚊症そのものは通常治療の対象とならないが、急に増加する場合には網膜剥離など眼疾患の前兆であることがある。
ブルーフィールド内視現象（シェーラー現象）
ギザギザの軌跡を描いてすばやく動く小さな明るい多数の光点として見える。 飛蚊症と同様に青空など均一な青い光の下でもっとも視認しやすい。 黄斑の周囲の網膜上の毛細血管を動く白血球によって起こる。 血管中にははるかに多数の赤血球が存在しており青い光の下では筋状の暗い影を落としているはずだが、これは視細胞の順応によって除去されている。 白血球が通過したとき急に光が透過するためにその部分が相対的に輝いて見える。 1920年代には神智学において、ヨガのプラーナの概念に関係した「生気粒子」と解釈されたこともあった。
ハイディンガーのブラシ
視野の中心部にみられるごく淡い黄色と青のパターンであり、液晶モニタや青空や偏光グラスをかけた時など偏光した光の下でのみみられる。 視野に対する偏光の方向が変化したとき視認しやすい。これは眼球による一種の偏光フィルタのような働きにより一種の可視化のようなことが起きるためによる現象としては内視現象だが、偏光した光の存在そのものは外部的である。
網膜脈管視現象
自分自身の網膜の樹状に枝分かれした血管が適当な条件のもとで見えることがある。 暗い部屋でペンライトのような明るい光を視野の端から強膜（しろ目）に当てて動かすと見えやすい。 これらの血管の影は普段は視細胞の順応によって気づくことはない。 視野の端から差し込んだ強い光は通常とはずれた場所に影を作り出すので視認が可能となる。 光を動かさずにいると数秒で像は消えるが、およそ1秒周期で光を動かせば順応が働かなくなり常時視認可能となる。 しばしば血管像は眼科の検査中に医師が検眼鏡を用いているとき被験者によっても見られることがある。 これは、医師が瞳孔を通して血管を見ることができるように検眼鏡を調整する間に光が強膜にあたることによる。また長時間眼を閉じていた後、急に開いたときに一瞬だけ血管像が見えることもある。 これも視細胞の順応によって説明される。
眼内閃光
眼を閉じたときに眼球を圧迫するなどして網膜を刺激することによって光が眼に差し込んでいないのに光の知覚が生まれる現象である。
プルキニエの像 (Purkinje images)
例えば、暗い部屋の中で小さな点光源を見るとき、それ自体のほかに視野の別の場所にも暗い光が現れる。 これは眼球内での光の反射が原因で起こるという説がある。 おそらくは水晶体の前面で反射した光が角膜の後面で再度反射し網膜に光を投げかけることによりおこる。 ときには水晶体の後面で反射した光によると思われるさらに暗い反射光が見えることがある。
光条・光芒 (streaks)
暗闇で星や街灯、車のヘッドライトなど点状の明るい光源を見たときに目立つ光源の周りの多数の光の筋。睫毛の他、虹彩の縁が円でないこと、水晶体が一様でなく分岐した縫合線があることにより光の回折が起き作られる。

## 内視現象ではない視覚現象
現象としては内視現象に似ているものの脳に原因がある視覚現象もある。 例えば閃輝暗点はブルーフィールド内視現象のようにジグザグに動く小さな光点が見えるが、これは暗いところでも現れる。 閃輝暗点は、大脳の一部の血流の変化によって起こるものであり、しばしばより複雑な幻覚へと発展し、偏頭痛の前兆 (aura) となる。